# Cameron Hawley
Cameron Hawley (Howard, Dakota del Sur, 19 de septiembre de 1905 - 9 de febrero de 1969) fue un escritor y guionista estadounidense. Heredero de Kafka o Chesterton, la temática de sus novelas refleja las presiones a que se ven sometidos los hombres y las mujeres en el mundo contemporáneo, particularmente en un entorno empresarial.

## Biografía
Elmer Cameron Hawley nació en Dakota del Sur y trabajó como ejecutivo en Armstrong Cork Company; tras una carrera de 24 años, se retiró y se dedicó a escribir novelas.
Su novela Executive Suite fue el primer título publicado por el autor en la editorial Ballantine Books, en 1952. El editor Ian Ballantine sacó la novela en tapa dura y de bolsillo a la par. En febrero de 1953, Ballantine había vendido 375 000 copias y se preparaba para imprimir 100 000 más. Houghton Mifflin vendió 20.500 ejemplares de tapa dura. En lugar de perjudicar las ventas de tapa dura, la edición de bolsillo le dio más publicidad al libro.

### Adaptaciones cinematográficas
Los derechos cinematográficos de Executive Suite se vendieron a MGM, y Robert Wise dirigió la película en 1954 con guion de Ernest Lehman, titulada en español La torre de los ambiciosos, y con William Holden, June Allyson, Barbara Stanwyck, Fredric March, Walter Pidgeon y Nina Foch. Fue nominada a cuatro premios Óscar.
En 1976 la cadena CBS emitió una serie de televisión de corta duración basada en la película y titulada Executive Suite. Duró solo seis meses para un total de 18 episodios. Fue emitida desde el 20 de septiembre de 1976 hasta el 11 de febrero de 1977.
La novela de Hawley Cash McCall se convirtió en una película del mismo nombre en 1960 protagonizada por James Garner y Natalie Wood .